# دون سميث (لاعب هوكي الجليد كندي)
دون سميث هو لاعب هوكي الجليد كندي، ولد في 4 مايو 1929 في ريجاينا في كندا، وتوفي في 7 سبتمبر 2002.

## وصلات خارجية
- دون سميث على موقع دوري الهوكي الوطني (الإنجليزية)
- دون سميث على موقع EliteProspects.com (الإنجليزية)
- دون سميث على موقع HockeyDB.com (الإنجليزية)
- دون سميث على موقع Hockey-Reference.com (الإنجليزية)